# Sebastapistes ballieui
Sebastapistes ballieui är en fiskart som först beskrevs av Sauvage, 1875.  Sebastapistes ballieui ingår i släktet Sebastapistes och familjen Scorpaenidae. Inga underarter finns listade i Catalogue of Life.